# Equipe maltesa na Copa Davis
A equipe maltesa na Copa Davis representa Malta na Copa Davis, principal competição de tênis masculina por equipes do mundo. É administrada pela Malta Tennis Federation.